# Новосёлки (Дмитровский городской округ, Московская область)

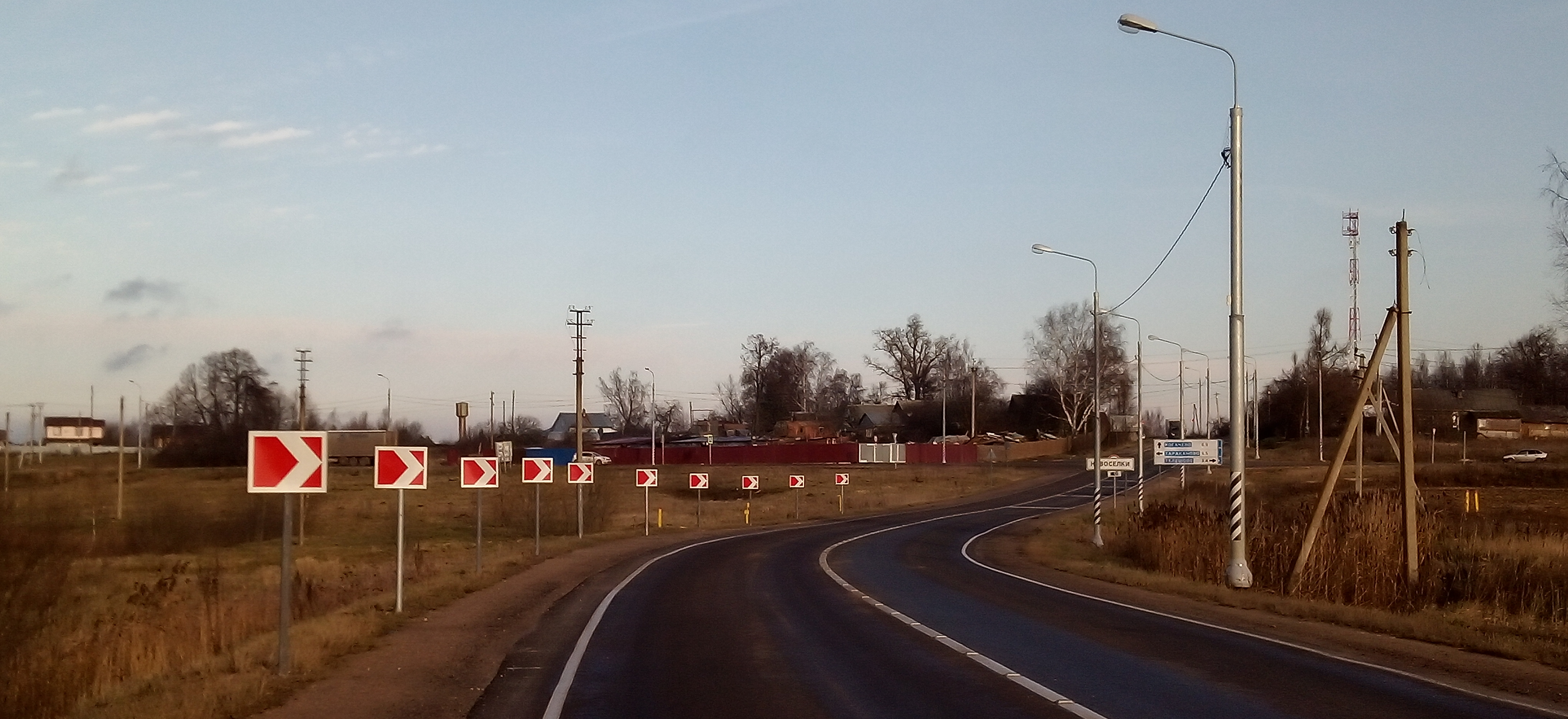
Новосёлки.2019.

Новосёлки — деревня в Дмитровском районе Московской области, в составе сельского поселения Синьковское. Население — 19 чел. (2010). До 2006 года Новосёлки входили в состав Кульпинского сельского округа.

## Расположение
Деревня расположена в западной части района, примерно в 25 км к западу от Дмитрова, на возвышенности Клинско-Дмитровской гряды, высота центра над уровнем моря 236 м. Ближайший населённый пункт — Чайниково в 1 км на северо-восток. В деревне заканчивается региональная автодорога 46К-0490 Тараканово — Новосёлки.

## Население
| 2002 | 2006 | 2010 |
| ---- | ---- | ---- |
| 13   | ↘12  | ↗19  |